# Rue Jonas
La rue Jonas est une voie du 13e arrondissement de Paris située dans le quartier de la Maison-Blanche.

## Situation et accès
La rue Jonas est desservie par la ligne 6 à la station Corvisart.

## Origine du nom
Elle porte le nom de Jonas, l'un des prophètes de la Bible.

## Historique

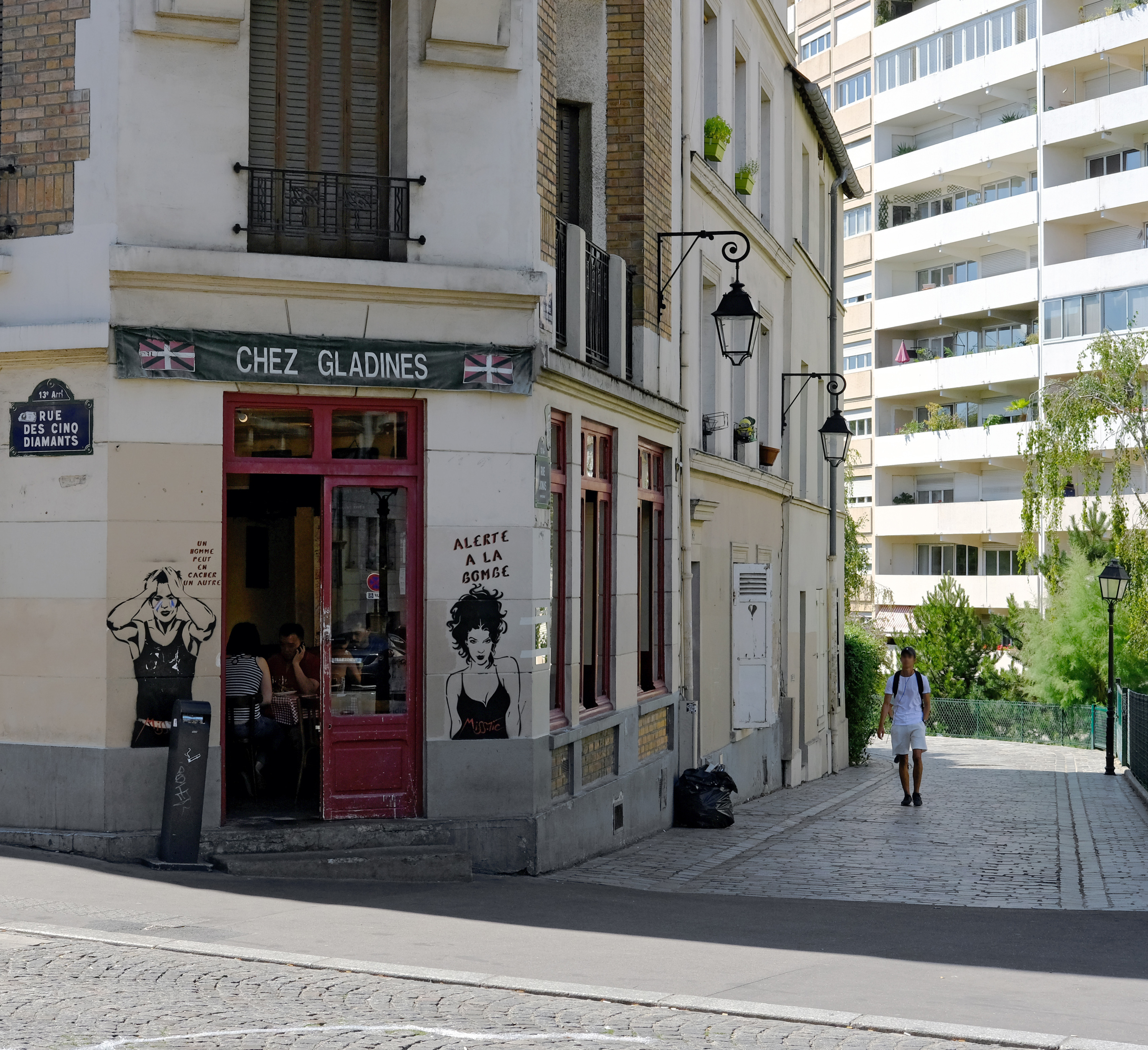
Le bas de la rue après son intersection avec la rue des Cinq-Diamants.

Cette rue qui fut longtemps une voie privée est ouverte à la circulation publique en 1959 pour permettre un nouvel accès à la Butte-aux-Cailles.
Sa prolongation avant les escaliers menant au boulevard Auguste-Blanqui est devenue la rue Eugène-Atget en 1978.
Le bas de la rue permet l'accès au jardin Brassaï ouvert en 1977.

## Bâtiments remarquables et lieux de mémoire
- Jardin Brassaï.

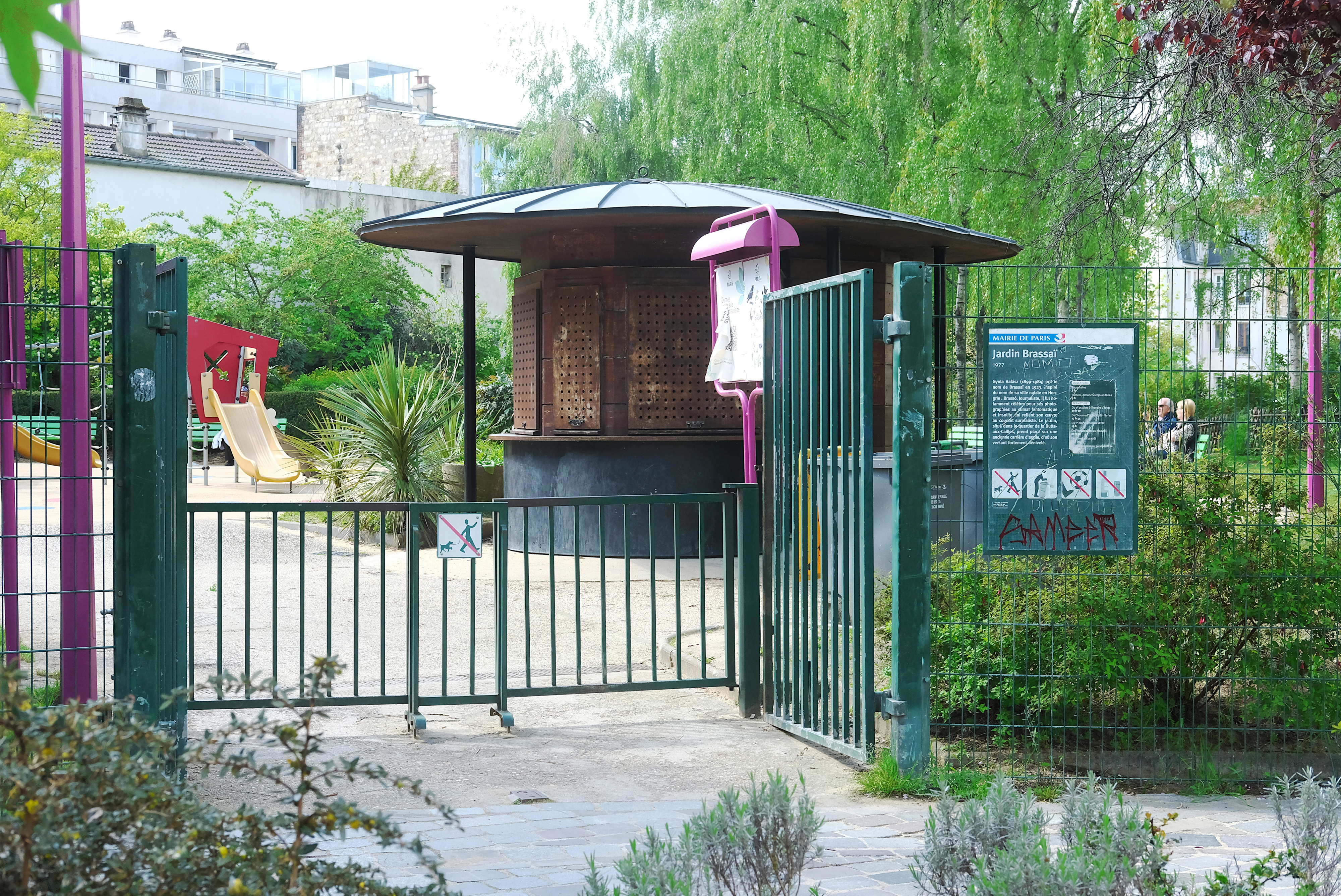
Une des entrées du jardin Brassaï.

- L'art urbain est très présent dans cette rue.
